# Конюшина польова
{{#ifeq:0|0|{{#if:|{{#if:Trifoliumarvense|[[]}}|}}}}
Конюши́на польова́  (Trifolium arvense). Місцеві назви — ко́тики, котки́, котя́чі лапки́, комо́нниця, огіро́чник, поли́ця, сп'юх. Однорічна трав'яниста рослина родини бобових.

## Ботанічні характеристики

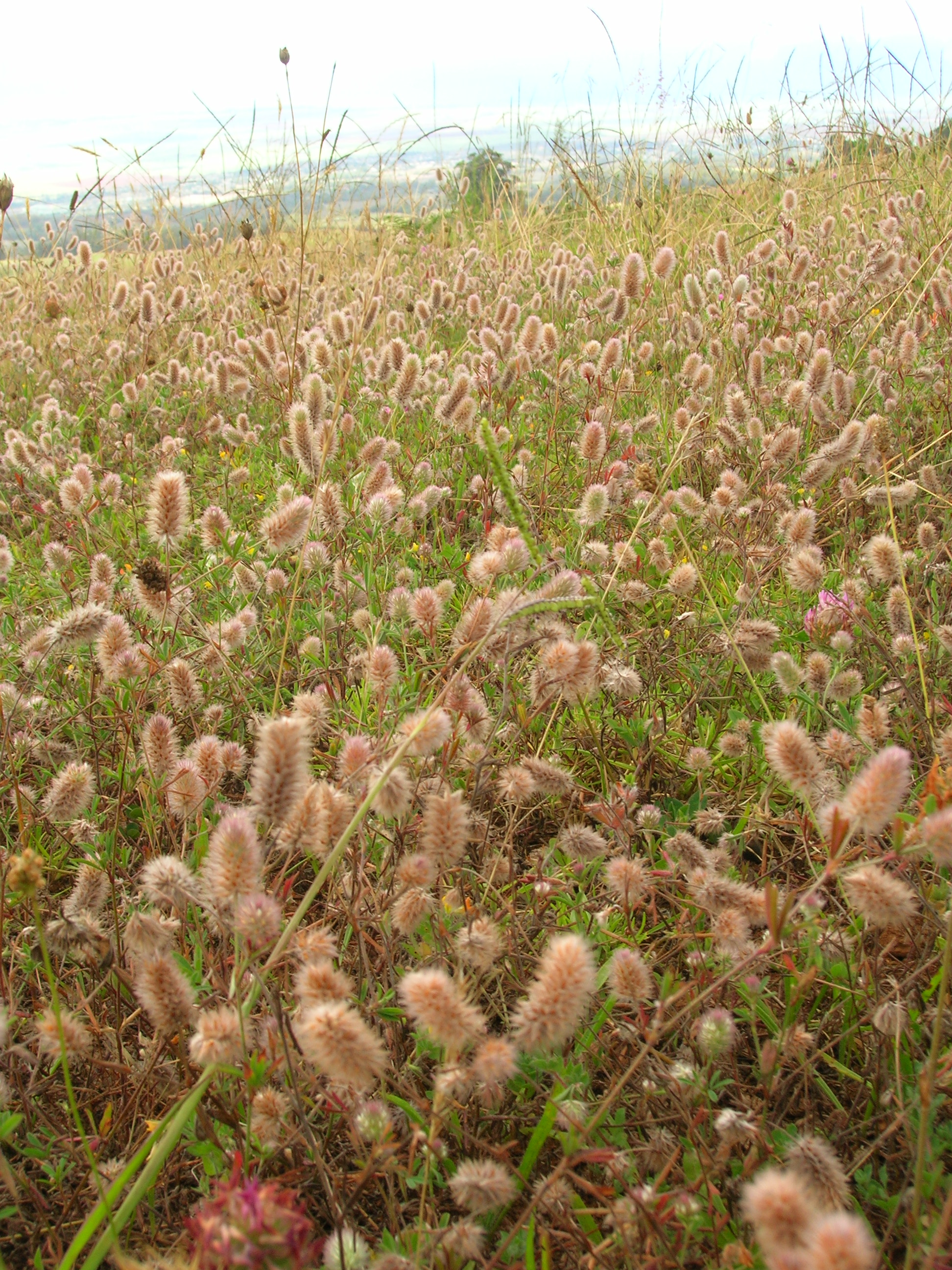
Конюшина польова

Стебло тонке, прямовисне, іноді висхідне, одиничне, розгалужене, 10—20 см заввишки. Листки трійчасті, стеблові, нижні рано відмирають. Листочки лінійно-довгасті, дрібнозубчасті, іноді виїмкуваті, до 20 мм завдовжки і до 4 мм завширшки. Квітки дрібні, неправильні, посаджені, блідо-рожеві, у головкуватих суцвіттях. Головки м'яковолохаті, щільні, видовжено-циліндричні, на ніжках, що виходять з пазух листків. Цвіте у травні — вересні.

## Поширення
Трапляється на луках, узліссях, переважно на піщаних ґрунтах по всій території України.

## Сировина
Для виготовлення ліків використовують траву, яку заготовляють під час цвітіння рослини. Після попереднього в'ялення на сонці, сировину досушують під накриттям або в добре провітрюваному приміщенні. Трава неофіцинальна, містить глікозиди, трифолін, дубильні речовини (до 5%), ефірну олію, вітаміни С і Е, смолисті речовини, незначну кількість алкалоїдів та інші речовини.

## Фармакологічні властивості і використання
В народній медицині рослина проявляє протизапальні, обволікальні, болетамувальні, антисептичні, сечогінні та гіпоглікемічні властивості. Використовують у вигляді настою при кашлі, бронхіті, трахеїті, туберкульозі легенів, гіперацидному гастриті, кривавому поносі, захворюваннях нирок і сечового міхура, цукровому діабеті, головному болі та нервових розладах. Зовнішньо, у вигляді припарок, застосовують як болетамувальний засіб при ломці та для гоїння ран.

## Лікарські форми і застосування
Внутрішньо — настій трави (3 чайні ложку трави на 200 мл окропу, настоюють 30 хвилин) по чверті склянки чотири рази на день, за 20 хвилин до їжі. Зовнішньо — три столові ложки трави загортають у марлю, занурюють в окріп, виймають і прикладають до хворої ділянки тіла.